# Formule!
Formule! (v originále Driven) je americký akční sportovní film z roku 2001, který režíroval Renny Harlin se Sylvesterem Stallonem v hlavní roli, jenž se podílel i na scénáři a produkci. Film se zaměřuje na snahu mladého závodníka vyhrát šampionát v automobilových závodech CART FedEx Championship Series. Před natáčením byl Stallone viděn na mnoha závodech Formule 1, ale kvůli utajení, kterým týmy chrání své vozy, se mu nepodařilo získat dostatek informací o této kategorii, a tak se rozhodl založit film na CART.
Film získal od kritiků vesměs negativní hodnocení a byl komerčně neúspěšný.

## Děj
Během sezóny šampionátu Champ Car 2000 sbírá nováček Jimmy Bly vítězství, čímž si znepřátelí úřadujícího mistra Beaua Brandenburga. Ten viní svou snoubenku Sophii z rozptýlení a po rozchodu s ní se vrací k výhrám v závodech. Jimmy začíná chybovat, a tak jeho týmový šéf Carl povolá zpět bývalého šampiona Joea Tanta, aby Jimmyho mentoroval. Joe nahradí jezdce Mema Morena, manžela své bývalé ženy Cathy.
Jimmy se sblíží se Sophií, což ho rozptyluje, a v Japonsku havaruje. Po jejich smíření s Beauem je Jimmy zklamaný a v afektu ujíždí závodním vozem z večírku. Joe ho pronásleduje a uklidní. V Německu Memo znovu závodí, ale po kolizi s Jimmym končí ve vodě. Jimmy a Beau ho zachrání a vznikne mezi nimi respekt.
Carl chce Jimmyho nahradit Beauem, ale ten smlouvu odmítne a Sophia udeří Demillea za jeho manipulaci. Jimmy je nakonec schválen k poslednímu závodu, kde v Detroitu těsně poráží Beaua a stává se šampionem. Oslavuje s Joem i Beauem, zatímco Demille uzná jeho úspěch.

## Obsazení
- Sylvester Stallone jako Joe „The Hummer“ Tanto, veterán šampionátů Champ Car a Indy 500, který se vrací z důchodu, aby trénoval Jimmyho.
- Burt Reynolds jako Carl Henry, majitel týmu PacWest Racing
- Kip Pardue jako James Roman „Jimmy“ Bly, nováček v Champ Car, který jezdí za PacWest Racing
- Til Schweiger jako Beau Brandenburg, úřadující šampión Champ Car a Jimmyho soupeř, který jezdí za tým Chip Ganassi Racing
- Gina Gershon jako Cathy Heguy Moreno, Memoova manželka
- Estella Warren jako Sophia Simone, Beauova bývalá přítelkyně
- Cristián de la Fuente jako Memo Moreno, Jimmyho týmový kolega jezdící za PacWest Racing
- Stacy Edwardsová jako Lucretia „Luc“ Jonesová
- Robert Sean Leonard jako Demille Bly
- Brent Briscoe jako „Crusher“
- Renny Harlin jako náhradní řidič
- Frank Blanch jako Bill
- Barry Stillwell jako Bob
- Verona Pooth jako Nina
- Jasmin Wagner jako Ingrid
- Alison Armitage jako přítelkyně (neuvedena v titulcích)
- Mario Andretti (cameo)
- Jacques Villeneuve (cameo)
- Juan Pablo Montoya (cameo)
- Adrian Fernandez (cameo)
- Mark Blundell (cameo)
- Roberto Moreno (cameo)
- Kenny Bräck (cameo)
- Tony Kanaan (cameo)
- Maurício Gugelmin (cameo)
- Max Papis (cameo)
- Memo Gidley (cameo)
- Paul Tracy (cameo)
- Dario Franchitti (cameo)
- Alex Barron (cameo)